# 2018年平昌オリンピックのエクアドル選手団
2018年平昌オリンピックのエクアドル選手団は、2018年2月9日から25日まで大韓民国江原道平昌で開催された2018年平昌オリンピックのエクアドル選手団の名簿。エクアドルは今回、冬季オリンピック初参加となった。

## 選手団
- 人員: 選手 1人
- 開会式旗手: クラウス・フンクブルート・ロドリゲス

## 種目別選手・スタッフ名簿及び成績

### クロスカントリースキー
- クラウス・フンクブルート・ロドリゲス（男子15kmフリー）53:30.1、112位